# Boende
Boende    er hovedstaden  provinsen Tshuapa  i Den Demokratiske Republik Congo. Den ligger ved Tshuapafloden, og  den  har en flodhavn med flodbåde der sejler til Kinshasa via Mbandaka, og er også hjemsted for en lufthavn. Fra 2009 havde den en anslået befolkning på 36.158. Det lokale sprog er  Lingala.

## Historie
Boende blev erobret af lejesoldater under Simba-oprøret i januar 1964.